# NCR2
NCR2 (англ. Natural cytotoxicity triggering receptor 2, NKp44, CD336) — мембранный белок, рецептор. Продукт гена человека NCR2 (LY95). Экспрессирован в активированных естественных киллерах. Присутствует также на активированных TCRγδ T-клетках в культуре. Рецептор для KMT2E.

## Функции
Подобно NCR1 NCR2 является рецептором, активирующим клеточную токсичность, который может повышать эффективность активированных естественных киллеров (NK), вызывающих лизис опухолевых клеток.

## Структура
Белок состоит из 255 аминокислот и включает один внеклеточный иммуноглобулино-подобный домен, трансмембранный участок и цитозольный домен. Внеклеточный домен содержит 2 дисульфидные связи и 1 N-гликозилированный аспарагин.

## Взаимодействия
Лигандом рецептора является лизинметилтрансфераза 2E (KMT2E). Связывается с адаптерным белком TYROBP.